# 기아 카스타
기아 카스타(Kia Carstar)는 기아자동차가 만들었던 전륜구동 중형 미니밴이다. 차명인 카스타는 영어 'Car'와 'Star'의 합성어로 '자동차 중 으뜸'이라는 의미를 지녔다.

## 1세대(DS-Ⅱ)

### 카스타(1999년4월 15일~2002년10월)

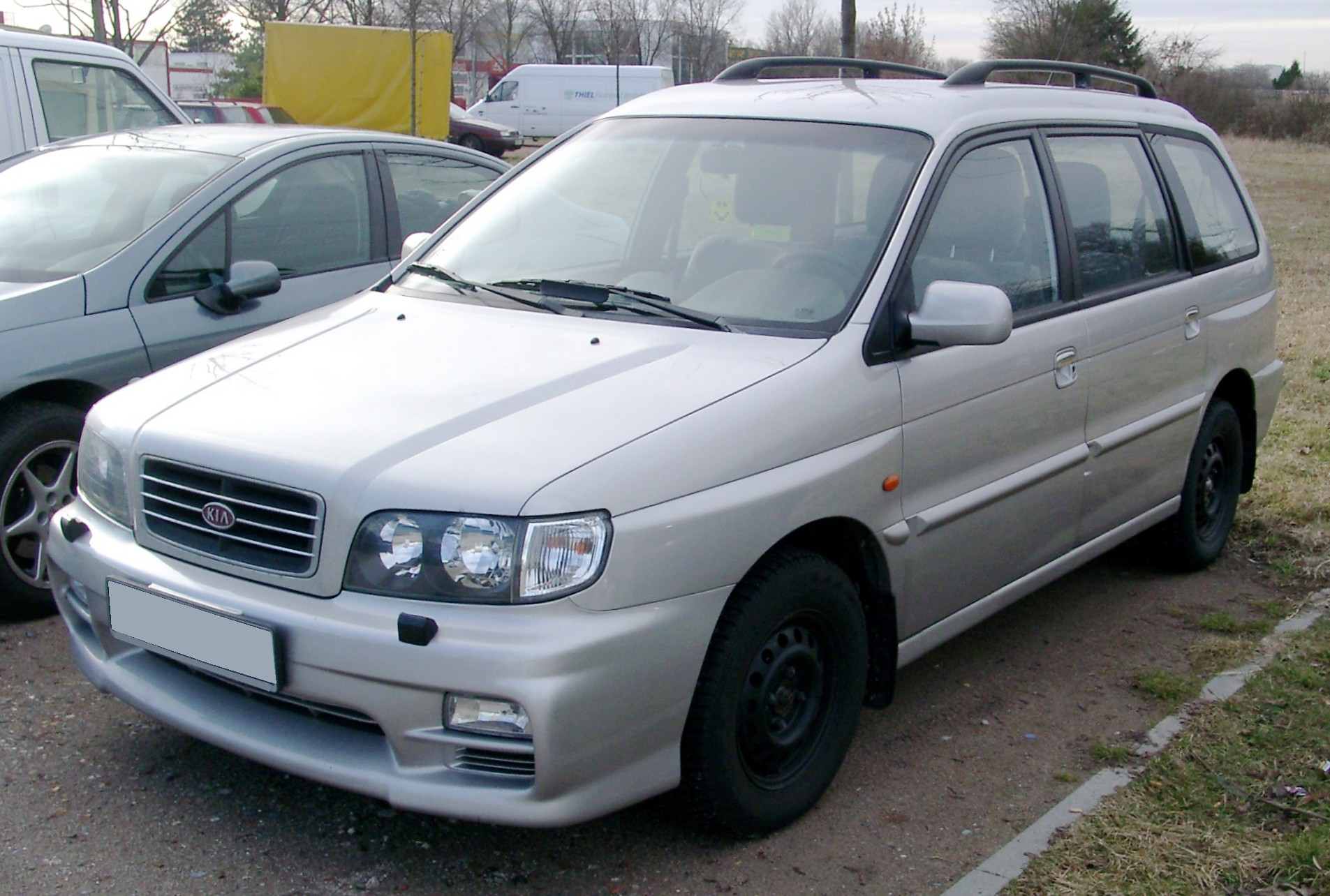
기아 카스타 (전기형) 정측면

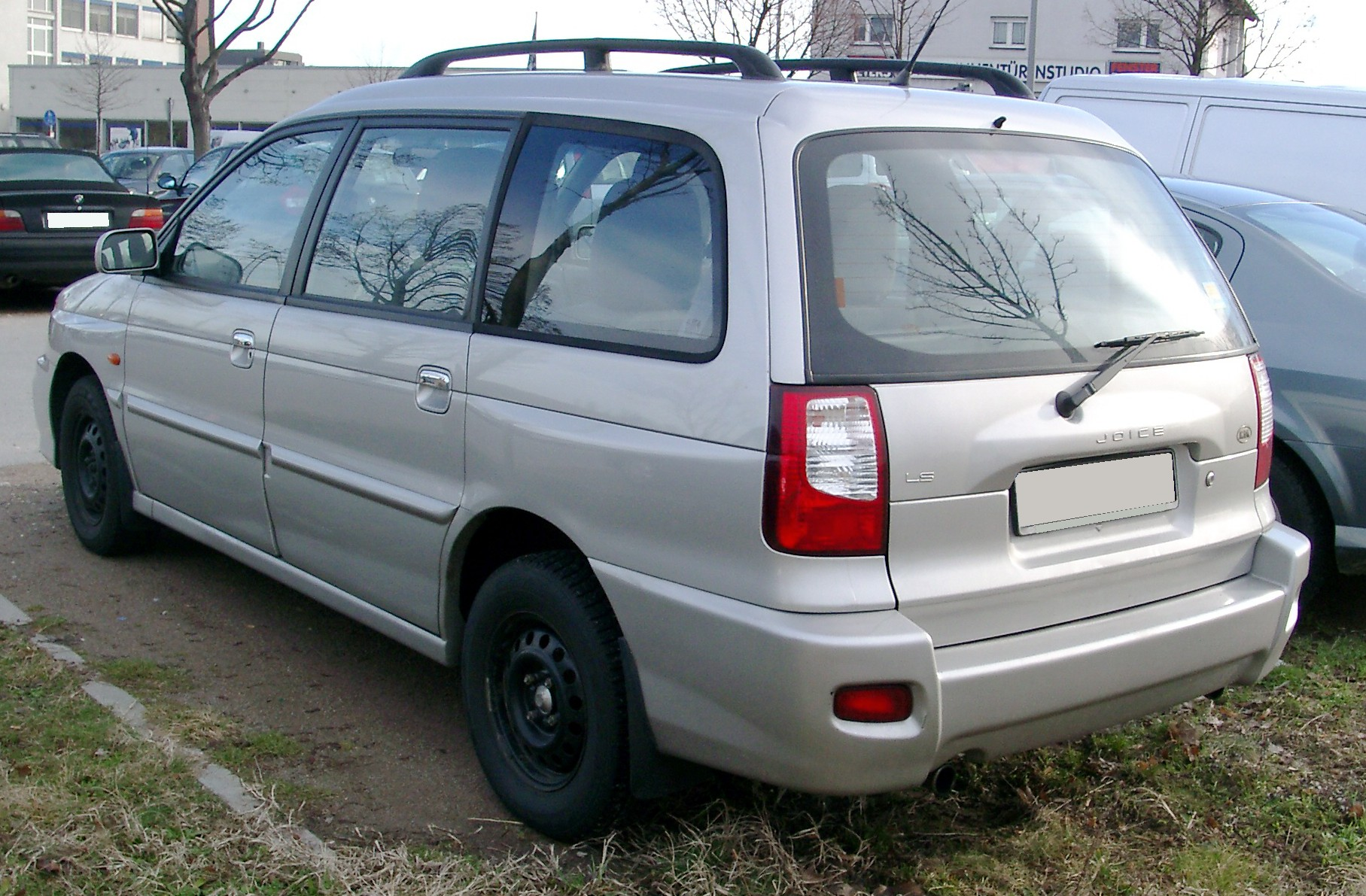
기아 카스타 (전기형) 후측면

현대정공이 만들고 기아자동차가 팔았던 차다. 프로젝트 명 DS Ⅱ로 개발된 카스타는 원래 현대정공이 싼타모의 페이스리프트 모델로 개발하던 모델이였으나, 현대정공은 싼타모를 계속 만드는 대신에 카렌스 1세대와 카니발 1세대를 비롯해 MPV 모델에 입지를 다진 기아자동차를 통해 카스타를 팔게 됐다. 묵직함과 강인함이 묻어나는 디자인은 베이스 모델인 싼타모와의 차별점이다. 수출명은 조이스였다. 2.0L 시리우스 SOHC LPG 엔진과 2.0L 시리우스 DOHC 가솔린 엔진이 달렸으며 6인승과 7인승이 팔렸다. 라인업은 보급형인 GX와 고급형인 LX가 있으며 초기에는 7인승 LPG GX, 7인승 LPG LX, 6인승 가솔린 LX, 7인승 가솔린 LX 등 엔진과 승차 정원에 따라 4가지로 나눴다. LX에는 AQS 전자동 에어컨과 이퀄라이저 기능 CDP 오디오를 비롯해 전자식 주행 정보 시스템 (선택) 등이 달렸다. 2001년 1월에 나온 2001년형에는 선루프와 우드 그레인 스티어링 휠이 선택 옵션으로 더해졌고 모든 모델에 운전석 에어백을 기본으로 달았다. 엔진 출력을 높이고 자동 쵸크를 쓰게 되면서 시동 걸기를 편하게 했다. 2002년 10월에 새로운 배기가스 규제로 인해 카렌스에게 먹히며 단종을 맞았다.

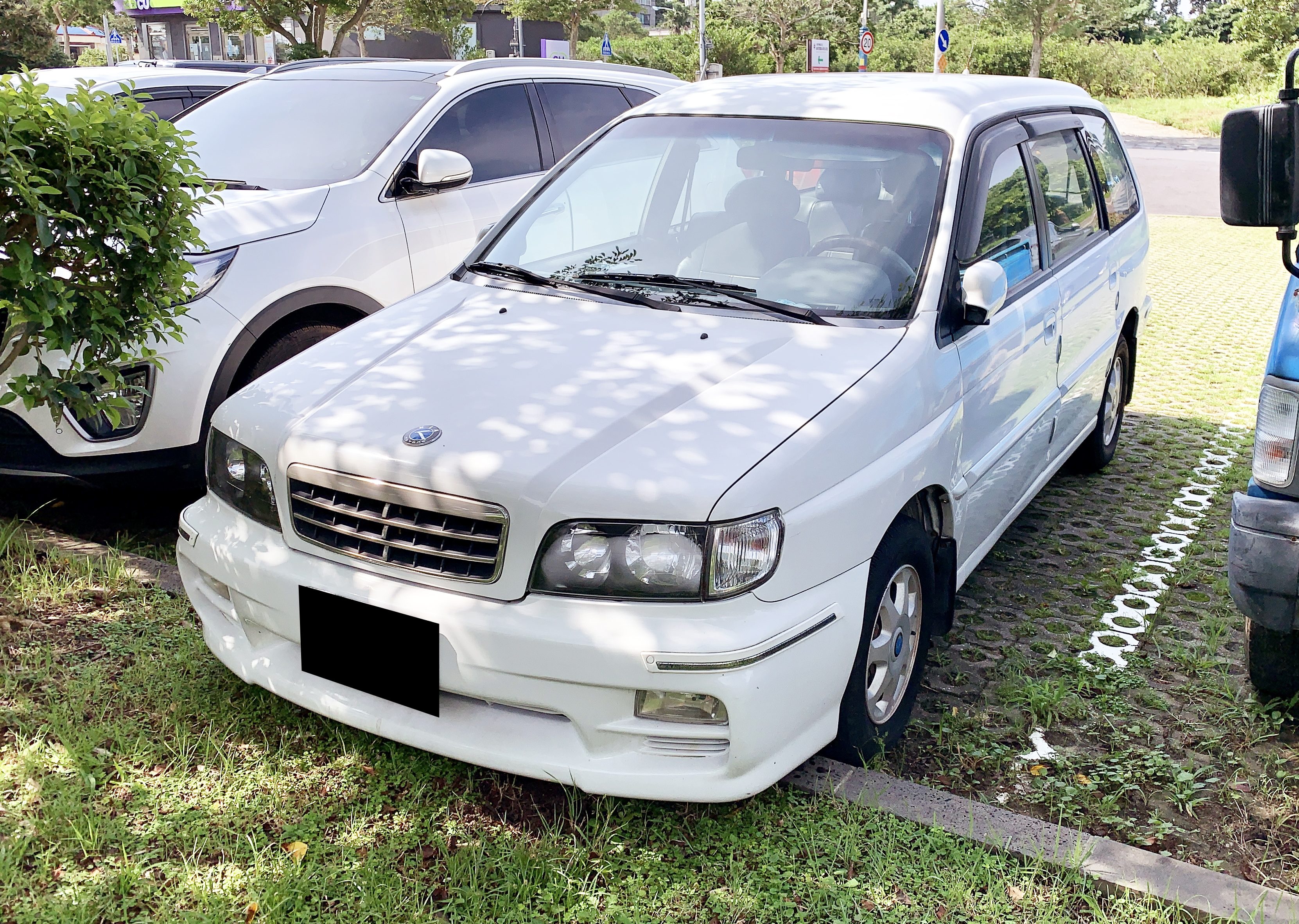
기아 카스타 (후기형) 정측면
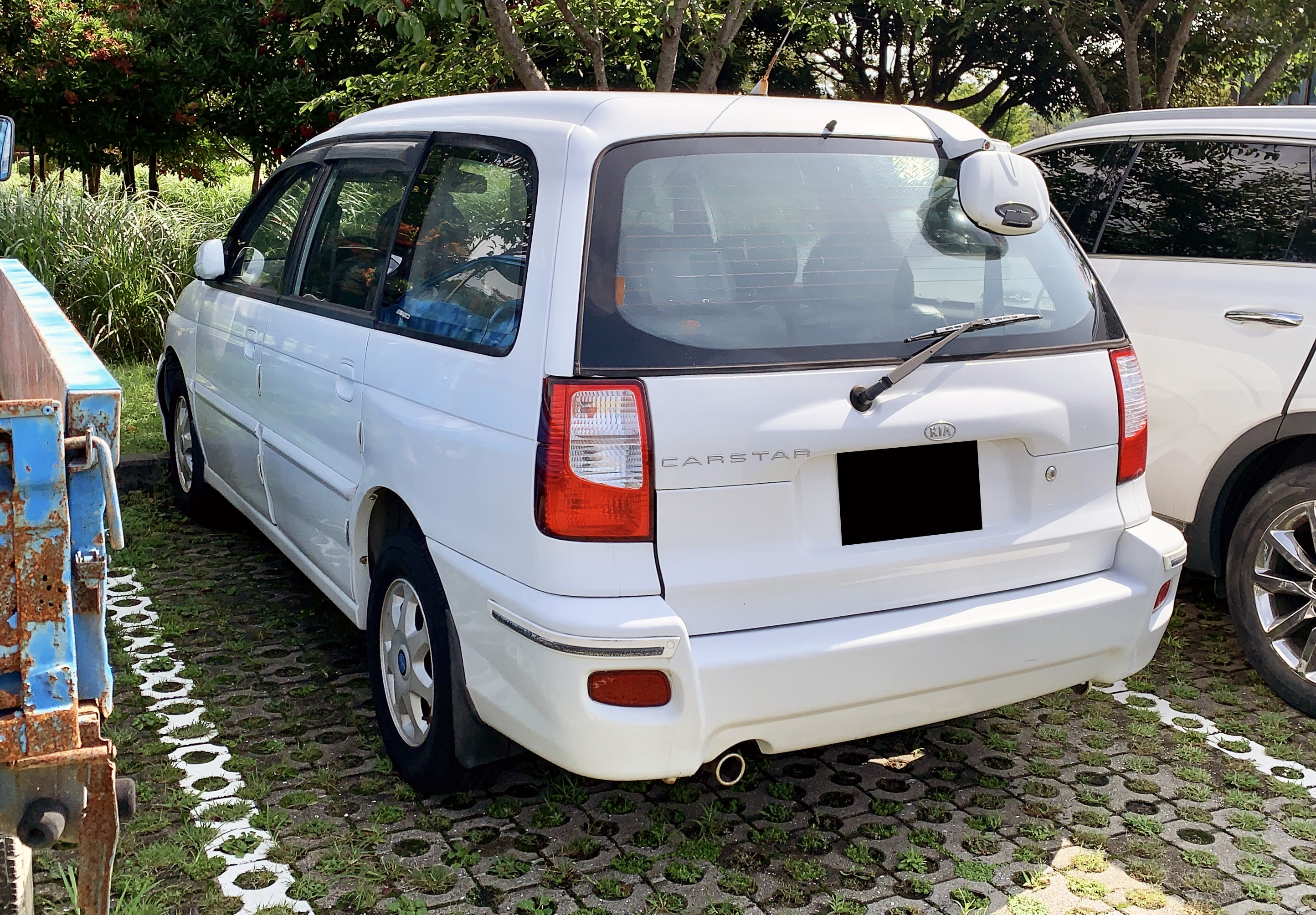
기아 카스타 (후기형) 후측면

| 구분                 | 2.0L 시리우스 가솔린                                                          | 2.0L 시리우스 LPG                                                           |
| -------------------- | ----------------------------------------------------------------------------- | --------------------------------------------------------------------------- |
| 전장 (mm)            | 4,570                                                                         | 4,570                                                                       |
| 전폭 (mm)            | 1,735                                                                         | 1,735                                                                       |
| 전고 (mm)            | 1,645                                                                         | 1,645                                                                       |
| 축거 (mm)            | 2,720                                                                         | 2,720                                                                       |
| 윤거 (전, mm)        | 1,460                                                                         | 1,460                                                                       |
| 윤거 (후, mm)        | 1,460                                                                         | 1,460                                                                       |
| 승차 정원            | 6명 7명                                                                       | 7명                                                                         |
| 변속기               | 수동 5단 자동 4단                                                             | 수동 5단 자동 4단                                                           |
| 서스펜션 (전/후)     | 맥퍼슨 스트럿/세미 트레일링 암                                                | 맥퍼슨 스트럿/세미 트레일링 암                                              |
| 구동 형식            | 전륜구동                                                                      | 전륜구동                                                                    |
| 연료                 | 가솔린                                                                        | LPG                                                                         |
| 배기량 (cc)          | 1,997                                                                         | 1,997                                                                       |
| 최고 출력 (ps/rpm)   | 137/6,000                                                                     | 82/4,500 (이후 90/4,500, 86/4,500으로 변경)                                 |
| 최대 토크 (kg*m/rpm) | 19.2/4,000                                                                    | 16.0/2,500 (이후 17.1/2,500, 16.5/2,500으로 변경)                           |
| 연비 (km/L)          | 17.6(수동 5단)/ 16.0(자동 4단) (이후 11.3(수동 5단)/ 10.2(자동 4단)으로 변경) | 15.3(수동 5단)/ 13.5(자동 4단) (이후 9.9(수동 5단)/ 8.6(자동 4단)으로 변경) |

## 역대 슬로건

### 1세대(DS-Ⅱ)
- Win·Win (카스타)